# Voiture solaire

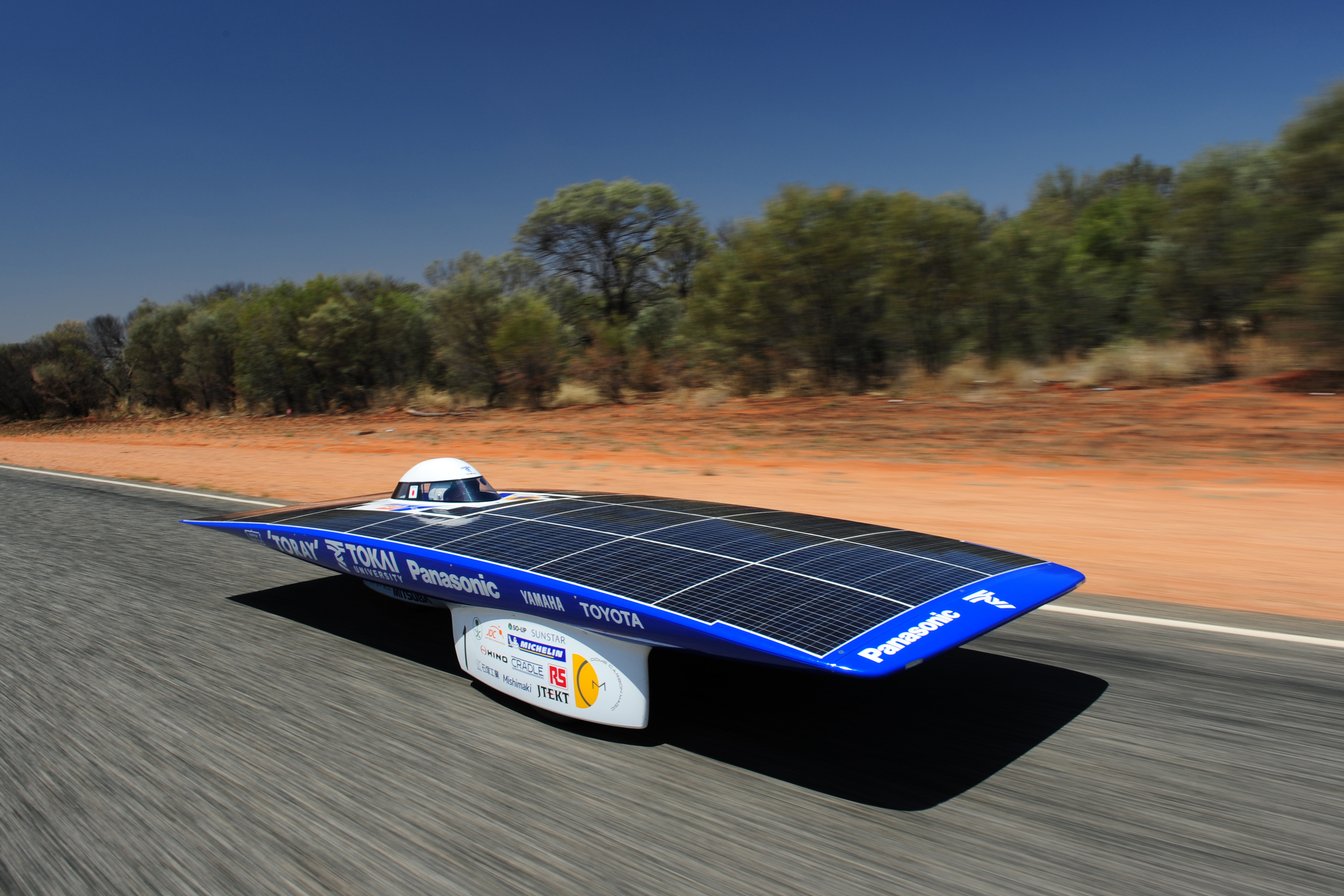
Voiture solaire au 2011 Tokai Challenger.

Une voiture solaire est un véhicule alimenté par des cellules photovoltaïques et évoluant sur le réseau routier. 
Les voitures solaires combinent des technologies typiquement utilisées dans les domaines de l'aérospatiale, du vélo, des énergies alternatives et de la construction automobile. Le design d'un véhicule solaire est particulièrement contraint par la taille des capteurs solaires à cause de la quantité d'énergie dont la voiture a besoin. La plupart des véhicules solaires sont des prototypes expérimentaux construits dans le but de participer à des courses de voitures solaires.
Les voitures solaires pourraient venir compléter les smart grids.[réf. souhaitée]

## Historique
Une partie des composants (le moteur électrique, la voiture électrique et la batterie au plomb) existaient depuis le XIXe siècle. L'effet photovoltaïque a été découvert en 1839 par Alexandre Edmond Becquerel, mais à une intensité si faible qu'il n'est pas sorti du laboratoire, malgré l'intérêt de Werner von Siemens.
Les applications photovoltaïques démarrent en 1954 dans le laboratoire de Bell, où la cellule photovoltaïque  est mise au point avec 6 % de rendement, ce qui permet d'alimenter des appareils électriques.

## Courses de véhicules solaires

### Tour de sol
Le premier rallye européen de véhicules solaires, baptisé Tour de sol '85, a eu lieu du 25 au 29 juin 1985 entre Romanshorn et Genève. Les concurrents ont parcouru 368 km en cinq étapes. Le chronométrage a été effectué à Chambésy, afin d'éviter un sprint final en ville de Genève. Les véhicules ont ensuite rejoint Plainpalais, pour participer à une exposition et recevoir les prix. Les 73 participants étaient répartis en trois catégories : 
- catégorie 1 : seulement propulsé par l'énergie solaire, limitée à 6 m2 et 480 W, trois roues minimum ;
- catégorie 2 : combinaison d'énergie solaire et pédalier ;
- catégorie 3 : véhicules spéciaux divers, du tandem muni d'un toit solaire à la formule 1 avec une carrosserie tapissée de cellules photovoltaïque, sans limitations.

### World Solar Challenge

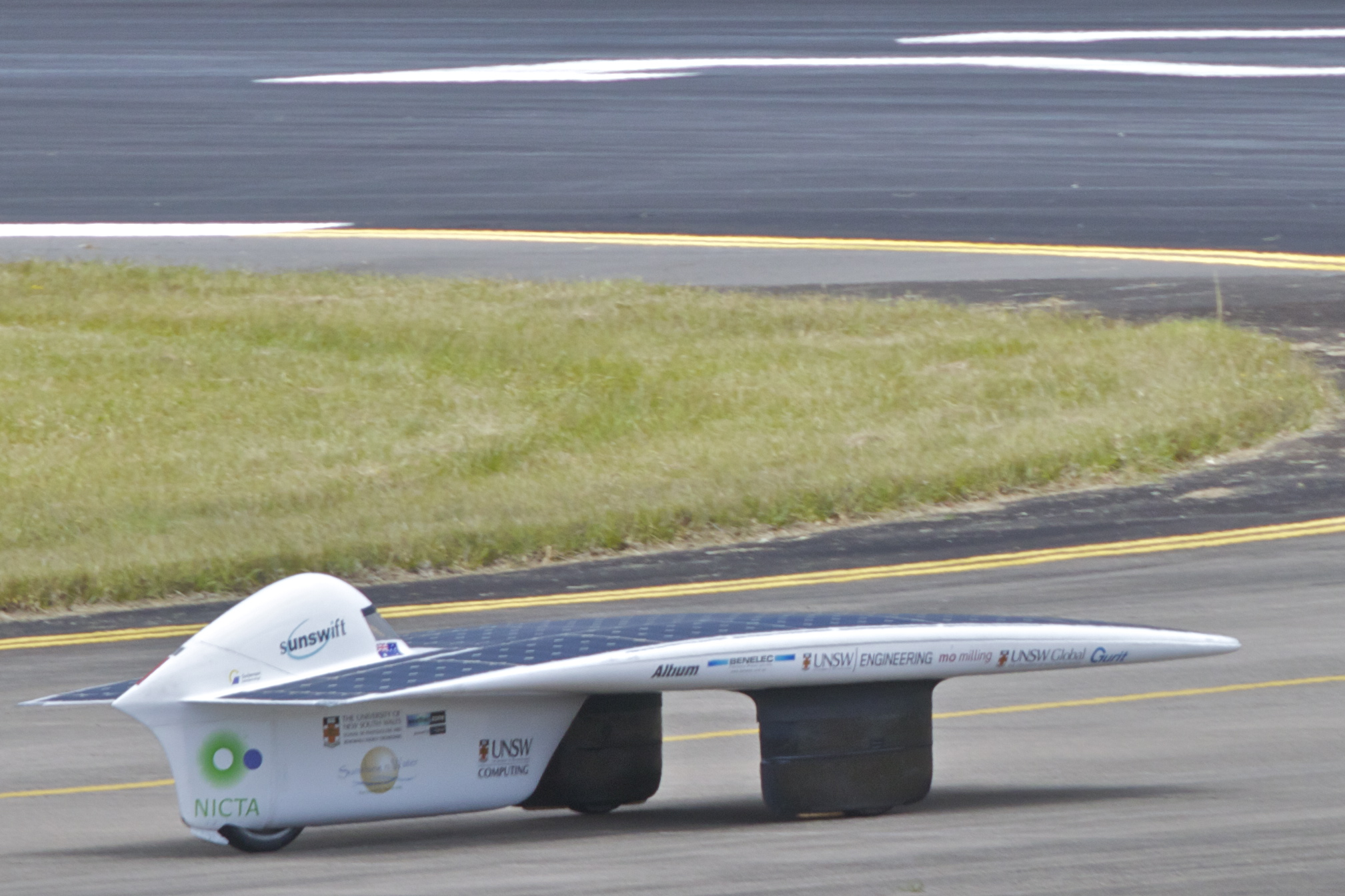
La Sunswift IV, construite par une équipe de l'Université de Nouvelle-Galles du Sud pour participer au World Solar Challenge 2009.

En 1987, le World Solar Challenge traverse l’Australie à travers le désert par la seule puissance du soleil. L’équipe Mercedes gagne la première place, suivie par Spirit of Biel conçu, monté et piloté par une équipe de l’École d’ingénieurs de Bienne. En 1990, la voiture conçue par les ingénieurs biennois gagne la course. En 1993, ils se présentent à nouveau, avec un véhicule allégé et plus puissant, mais la concurrence est rude[évasif].

## Voitures de ville

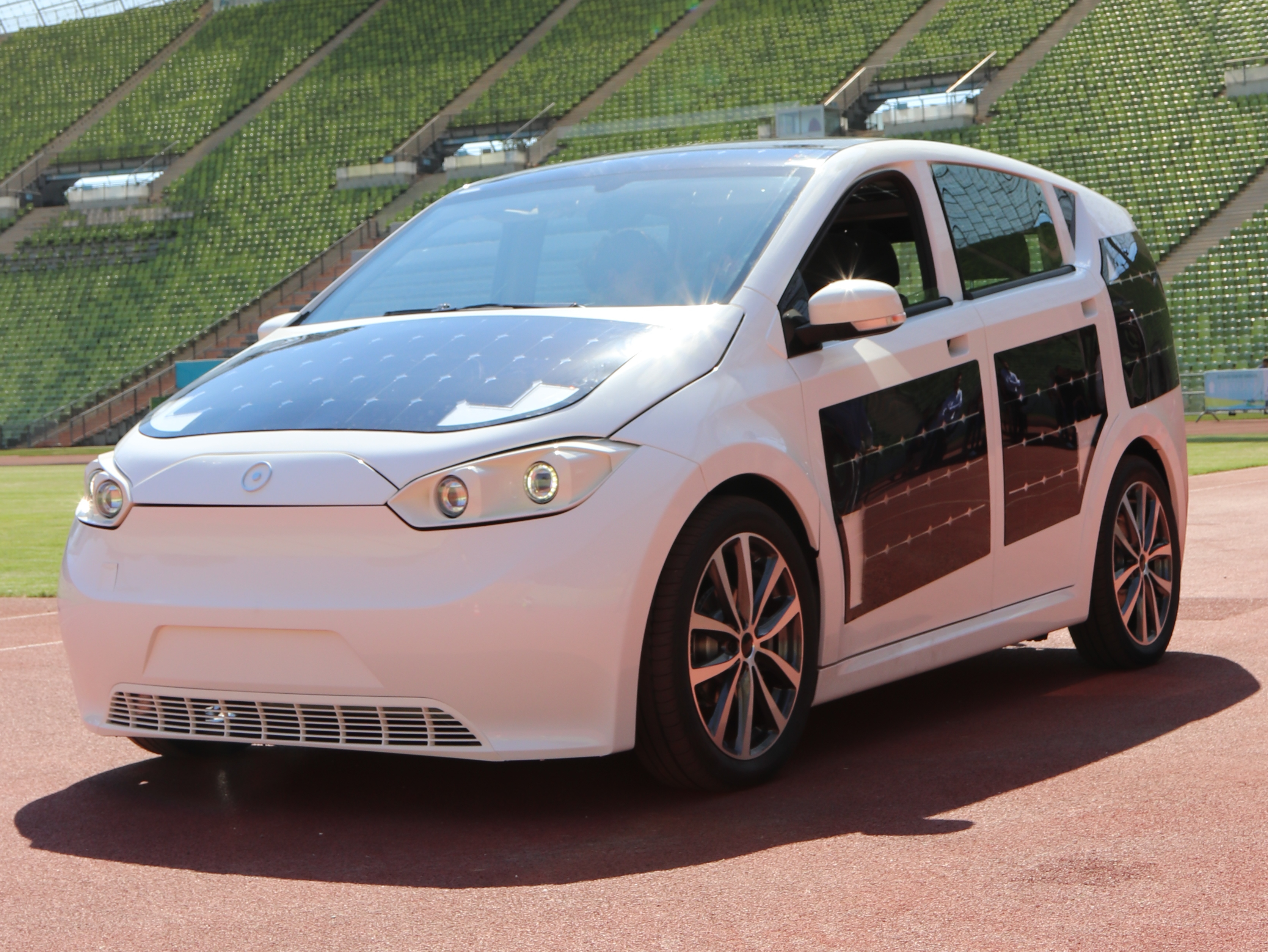
Le modèle Sion de Sono Motors.

L'émulation des courses dans les écoles techniques et dans les entreprises favorise les améliorations. Cependant, les contraintes du trafic urbain incitent les ingénieurs à mettre au point des véhicules moins encombrants, plus confortables et munis de batteries rechargeables. Une entreprise de Zurich fabrique des prototypes. L'idée de mettre au point des modèles électriques légers destinés à de petits trajets urbains aboutit en 1989: quatre voitures solaires sont immatriculées à Genève. La Pinguin roule à 50 km/h à plat, en silence, avec une autonomie de 50 km garantie sur batterie. Elle est fabriquée en petite série, sa carrosserie est italienne et l'électronique suisse, elle comporte des cellules photovoltaïques sur le capot et le toit. Avec ses trois roues et sa forme aérodynamique la Mini-el est destinée au Danemark, pays plat. Elle a une autonomie d'une cinquantaine de kilomètres et une vitesse de 40 km/h. Ces véhicules sont solaires par interconnexion, lorsque leur propriétaire a financé et installé assez de panneaux solaires photovoltaïques pour assurer leur consommation. Pour recharger les batteries, il suffit de les brancher au réseau avec un chargeur par un cordon électrique. Par exemple, en 1989, des personnes souhaitant alimenter leur véhicule par une électricité 100 % solaire se sont groupées en coopérative pour installer la première centrale photovoltaïque reliée au réseau du canton de Genève, sur le toit du centre sportif des Trois-Chêne à Sous-Moulin,.
En 2022, l'offre de voitures solaires reste faible : le prototype de la jeune pousse néerlandaise Lightyear, équipé de 5 m2 de cellules photovoltaïques sur son toit et son capot et pouvant, selon ses concepteurs, parcourir jusqu'à 70 km par jour grâce à l'énergie solaire, est annoncé à 250 000 €. La Sion de Sono Motors, prévue pour fin 2023, ne coûterait que 25 000 €, mais ne procurerait que 16 km d'autonomie par jour. Toyota propose en option depuis 2017 un toit solaire sur la version hybride rechargeable de sa Prius, au prix de 3 000 € pour un supplément d'autonomie de 5 km par jour ; son premier modèle 100 % électrique, le bZ4X, proposera également un toit solaire en option capable d'assurer environ 1 800 km d'autonomie par an. Les offres de Hyundai et Mercedes sont encore moins performantes.